# Liste des œuvres de Josef Strauss

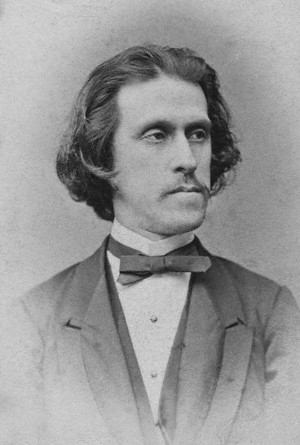
Portrait de Josef Strauss

Ce catalogue est une liste thématique des œuvres de Josef Strauss, d'après la liste de la « J.Strauss Foundation of England »

## Valses
- Die Ersten und Letzten, op. 1
- Flinserln, op. 5
- Die Ersten nach dem Letzten, op. 12
- Die Vorgeiger, op. 16
- Wiegenlieder, op. 18
- Die guten, alten Zeiten, op. 26
- Die Veteranen, op. 29
- Ball-Silhouetten, op. 30
- Mairosen, op. 34
- Perlen der Liebe, op. 39
- Fünf Kleebladln, op. 44
- Frauenblütter, op. 47
- Zeitbilder, op. 51
- Liebesgrüsse, op. 56
- Wiener Kinder, op. 61
- Flattergeister, op. 62
- Wintermärchen, op. 66
- Soll und Haben, op. 68
- Schwert und Leier, op. 71
- Die Zufälligen, op. 85
- Heldengedichte, op. 87
- Lustschwärm, op. 91
- Sternschnuppen, op. 96
- Flammenen, op. 101
- Maskengeheimnisse, op. 102
- Wiener Bonmots, op. 108
- Die Sonderlinge, op. 111
- Zeisserln, op. 114
- Hesperus-Ball Tänze, op. 116
- Tanzinterpellanten, op. 120
- Glückskinder, op. 124
- Neue Weltbürger, op. 126
- Freudengrüsse, op. 128
- Musenklänge, op. 131
- Günstige Prognosen, op. 132
- Normen, op. 139
- Streichmagnete, op. 141
- Associationen, op. 143
- Deutsche Sympathien, op. 149
- Wiener Couplets, op. 150
- Fantasiebilder, op. 151
- Petitionen, op. 153
- Die Clienten, op. 156
- Die Industriellen, op. 158
- Die Zeitgenossen, op. 162
- Dorfschwalben aus Österreich, op. 164
- Herztöne, op. 172
- Geheimne Anziehungskräfte (Dynamiden), op. 173
- Actionen, op. 174
- Combinationen, op. 176
- Gedenkblätter, op. 178
- Transaktionen, op. 184
- Heilmethoden, op. 189
- Deutsche Grüsse, op. 191
- Expens-Noten, op. 194
- Helenen, op. 197
- Vereinslieder, op. 198
- Benedik, op. 199
- Friedenspalmen, op. 207
- Delirien, op. 212
- Marienklänge, op. 214
- Studententräume, op. 222
- Herbstrosen, op. 232
- Tanzadressen, op. 234
- Sphärenklänge, op. 235
- Wiener Stimmen, op. 239
- Hochzeitsklänge, op. 242
- Disputationen, op. 243
- Wiener Fresken, op. 249
- Ernst und Humor, op. 254
- Aquarellen, op. 258
- Consortien, op. 260
- Mein Lebenslauf ist Lieb' und Lust!, op. 263
- Frohes Leben, op. 272
- Nilfluthen, op. 275
- Frauenwürde, op. 277
- Hesperusbahnen, op. 279
- Tanzprioritäten, op. 280
- Rudolfsklänge, op. 283

## Polkas
- Mille fleurs, op. 4
- Tarantel, op. 6
- Punsch, op. 9
- Wiener Polka, op. 13
- Titi, op. 15
- Lustlager, op. 19
- Joujou, op. 23
- Jucker Polka, op. 27
- Sylphide-Française, op. 28
- Masken, op. 33
- Gedenke mein, op. 38
- La Simplicité-Française, op. 40
- Steeple-Chase, op. 43
- Harlekin, op. 48
- Nymphen-Française, op. 50
- Matrosen, op. 52
- Moulinet, op. 57
- Laxenburger, op. 60
- Waldröslein, op. 63
- Saus und Braus, op. 69
- Elfen, op. 74
- Sturm, op. 75
- Adamira, op. 76
- Gurli, op. 78
- Cyclopen-Polka, op. 84
- Tag und Nacht, op. 93
- Bellona, op. 94
- Fashion, op. 165
- ArabeIla, op. 167
- Sport, op. 170
- Jocus-Polka, op. 216
- Concordia, op. 257
- En Passant, op. 273
- Künstlergrüsse, op. 274
- Jokey-Polka, op. 278
- Heiterer Muth, op. 281

### Polkas rapides
- Schabernak, op. 98
- Blitz, op. 106
- Die Soubrette, op. 109
- Winterlust, op. 121
- Vorwartz!, op. 127
- Auf Ferienreisen!, op. 133
- Sturmlauf-Turner, op. 136
- Capriole, op. 145
- Rudolfsheimer, op. 152
- Pêle-mêle, op. 161
- Springinsfeld, op. 181
- Bouquet, op. 188
- Forever, op. 193
- Carrière, op. 200
- Schwalbenpost, op. 203
- Farewell, op. 211
- Allerlei, op. 219
- Die Windsbraut, op. 221
- Im Fluge, op. 230
- Gallopin, op. 237
- Eingesendet, op. 240
- Plappermäulchen, op. 245
- Eile mit Weile, op. 247
- Freigeister, op. 253
- Vélocipède, op. 259
- Eislauf, op. 261
- Frohsinn, op. 264
- Feuerfest, op. 269
- Ohne Sorgen, op. 271

### Polkas françaises
- Die Kokette, op. 70
- Die Naive, op. 77
- Cupide, op. 81
- Euterpe, op. 82
- Figaro, op. 83
- Mignon, op. 89
- Grüsse an Müncmen, op. 90
- Diana, op. 95
- Zephir, op. 99
- Dornbacher Rendezvous, op. 107
- Irenen, op. 113
- Amaranth, op. 119
- Lieb' und Wein, op. 122
- Angelika, op. 123
- Seraphinen, op. 125
- Patti, op. 134
- Künstler-Caprice, op. 135
- Souvenir, op. 140
- Amouretten, op. 147
- Lebensgeister, op. 154
- Abendstern, op. 160
- Schlaraffen, op. 179
- Causerie, op. 180
- Mailust-Frangaise, op. 182
- Verliebte Augen, op. 185
- Die Spinnerin, op. 192
- Die Marketenderin, op. 202
- Genien, op. 205
- Etiquette, op. 208
- Gnomen, op. 217
- Wiener Leben, op. 218
- Die Tänzerin-Française, op. 227
- Viktoria, op. 228
- Lock, op. 233
- Tanzregulator, op. 238
- Extempore, op. 241
- Margherita, op. 244
- Buchstaben, op. 252

### Polka-Mazurkas
- Vergiss mein nicht, op. 2
- Vielliebchen, op. 7
- Bauern, op. 10
- Maiblümchen, op. 17
- Sehnsuchts, op. 22
- Herzbleameln, op. 31
- Une Pensée, op. 35
- La Chevalrêsque, op. 42
- Die Amazone, op. 49
- Flora, op. 54
- Bonbon, op. 55
- Minerva, op. 67
- Amanda, op. 72
- Sympathie, op. 73
- Immergrürn, op. 88
- Die Kosende, op. 100
- Aus dem Wiener Wald, op. 104
- Die Schwebende, op. 110
- Die Lachtaube, op. 117
- Brennende Liebe, op. 129
- Die Schwätzerin, op. 144
- Edelweiss, op. 148
- Die Gazelle, op. 155
- Idylle, op. 163
- Frauenherz, op. 166
- Frisch auf!, op. 177
- Stiefmütterchen, op. 183
- Pauline, op. 190
- Thalia, op. 195
- Wilde Rosen, op. 201
- Die Libelle, op. 204
- Arm in Arm, op. 215
- Nachtschatten, op. 229
- In der Heimat, op. 231
- Dithyrantbe, op. 236
- Die Sirene, op. 248
- Die Galante-,Mazurka, op. 251
- Neckerei, op. 262
- Die Tanzende Muse, op. 266
- Die Nasswalderin, op. 267
- Aus der Ferne, op. 270
- Die Emancipierte, op. 282

## Quadrilles
- Sturmquadrille, op. 3
- Bacchanten Quadrille, op. 8
- Rendezvous, op. 11
- Policinllo, op. 21
- Kadi, op. 25
- Dioscuren, op. 32
- Psikcos, op. 37
- Parade, op. 45
- Musen, op. 46
- Bivouac, op. 58
- Lanciers, op. 64
- Caprice, op. 65
- Stegreif, op. 80
- Turner, op. 92
- Débardeurs, op. 97
- Fortunio-Magellone-Daphnis, op. 103
- Faust Quadrille, op. 112
- Folichon, op. 115
- Amazonen, op. 118
- Touristen, op. 130
- Sofien, op. 137
- Heroldquadrille, op. 157
- Les Giorgiennes, op. 168
- Turner Quadrille, op. 169
- Colosseum, op. 175
- Flick und Flock, op. 187
- Les Bergers, op. 196
- Blaubart, op. 206
- Pariser, op. 209
- Theater, op. 213
- Quadrille sur des thèmes de la Grande-duchesse de Gérolstein d'Offenbach, op. 223
- Quadrille sur des thèmes de Crispino e la comare de Ricci, op. 224
- Quadrille sur des thèmes de Genoveva d'Offenbach, op. 246
- Périchole, op. 256
- Toto-Quadrille, op. 265
- Kakadu, op. 276

## Marches
- Avantgarde, op. 14
- Armee Marsch, op. 24
- Lichtenstein, op. 36
- Wallonen, op. 41
- Defilier Marsch, op. 53
- Kronprinzen Marsch, op. 59
- Erzherzog Karl, op. 86
- Phönix Marsch, op. 105
- Erzherzog Viktor Marsch, op. 138
- Ausstellungs Festmarsch, op. 142
- Deutscher Unions , op. 146
- Gablenz Marsch, op. 159
- Einzugsmarsch, op. 171
- Prinz Eugen Marsch, op. 186
- Schwarzenberg Monument Marsch, op. 210
- Ungarischer Krönungs, op. 225
- Schützenmarsch, op. 250
- Andrassy Marsch, op. 268

## Ländler
- Waldbleameln, op. 79
- Hesperus, op. 220

## Lieder
- Krönungslieder, op. 226